# Alewtina Szastitko
Alewtina Władimorowna Szastitko, po mężu Kuchariowa (ros. Алевтина Владимировна Шаститко (Кухарёва), ur. 22 kwietnia 1939 w Leningradzie) – rosyjska lekkoatletka specjalizująca się w rzucie oszczepem, która reprezentowała Związek Radziecki.
W 1960 roku – podczas swojego jedynego olimpijskiego startu – zajęła 8. miejsce w konkursie oszczepniczek osiągając wynik 50,92. Dwa lata później stanęła na najniższym stopniu podium mistrzostw Europy. Rekord życiowy: 55,23 (1960).